# Burgena rookensis
Burgena rookensis är en fjärilsart som beskrevs av Jordan 1926. Burgena rookensis ingår i släktet Burgena och familjen nattflyn. Inga underarter finns listade i Catalogue of Life.